# NStigate Games
nStigate Games (ранее известная как Nihilistic Software) — американская компания по разработкам видеоигр, основанная в 1998 году Рэем Греско, Робертом Хюбнером и Стивом Тице в Новато, Калифорния (США). Компания известна такими видеоиграми как Vampire: The Masquerade – Redemption, Marvel Nemesis: Rise of the Imperfects, Conan, Zombie Apocalypse, PlayStation Move Heroes, Resistance: Burning Skies, а также Call of Duty: Black Ops: Declassified.

## История
Компания Nihilistic Software была основана в 1998 году в городе Новато, округ Марин в штате Калифорния: Рэем Греско, Робертом Хюбнером и Стивом Тице. Рэй Греско и Роберт Хюбнер раньше были сотрудниками LucasArts Entertainment, а Стив Тице пришёл из Rogue Entertainment.
Компания создана с целью разработки видеоигр. Их первой игрой стала Vampire: The Masquerade-Redemption, сюжет которой происходит в ролевом мире, созданным White Wofl Publishing, которая была выпущена в 2000 году, а затем создана компьютерная версия игры под руководством компанией Activision для компьютеров Microsoft Windows и Apple MAcintosh. Их первая игра пользовалась популярностью. Вскоре был запущен следующий проект, которым стала игра под названием StarCraft: Ghost под руководством Blizzard Entertainment, но в середине 2004 года Nihilistic прекратила работать над игрой по не объяснимым обстоятельствам, затем проект передали компании Swingin' Ape Studios.
Вскоре Nihilistic начал разработку нового проекта игры, в этот раз на основе вселенной Marvel Comics. В 2005 году они выпускают игру под названием Marvel Nemesis: Rise of the Imperfects. В распространении и популяризации игры принимала участие компания Electronic Arts. Игра хорошо себя оправдала среди фанатов Marvel. Затем Nihilistic взялись за новую игру под названием Conan, которая является приключенческой игрой, основанная на знаменитом герое из фильма Конан-варвар.
Осенью 2009 года, Nihilistic выпускают новую игру под названием Zombie Apocalypse, который стал аркадным шутером про зомби. После этой игры Nihilistic занялись новой разработкой игры под названием PlayStation Move Heroes, которую выпустили в 2011 году. Следующей разработанной игрой компании стала Resistance: Burning Skies, которую выпустили в 2012 году.
17 октября 2012 года Nihilistic была реорганизована и переименована в компанию nStigate Games, главной целью которой стало создание мобильных игр. В этом же году они выпустили игру под названием Call of Duty: Black Ops: Declassified, которая очень плохо себя зарекомендовала из-за множества программных ошибок и плохого дизайна.

## Разработанные игры
| Год  | Игра                                   | Платформа(ы)                           |
| ---- | -------------------------------------- | -------------------------------------- |
| 2000 | Vampire: The Masquerade-Redemption     | Microsoft Windows, Apple Macintosh     |
| 2005 | Marvel Nemesis: Rise of the Imperfects | PlayStation 2, Xbox, Nintendo GameCube |
| 2007 | Conan                                  | PlayStation 3, Xbox 360                |
| 2009 | Zombie Apocalypse                      | PlayStation 3, Xbox 360                |
| 2011 | PlayStation Move Heroes                | PlayStation 3 (PlayStation Move)       |
| 2012 | Resistance: Burning Skies              | PlayStation Vita                       |
| 2012 | Call of Duty: Black Ops — Declassified | PlayStation Vita                       |